# Bertrand Russell
Bertrand Russell (anglès: Bertrand Arthur William Russell)  (Trellech, 18 de maig de 1872 - Plas Penrhyn, 2 de febrer de 1970) fou un matemàtic i filòsof gal·lès, un dels més influents del segle xx, guardonat amb el Premi Nobel de Literatura l'any 1950. Va popularitzar la filosofia, i especialment la lògica. Molts troben en Russell una mena de profeta de la vida creativa i racional. Així mateix, fou un important polític liberal i activista pacifista.
Possiblement el filòsof més influent del segle xx, almenys als països de parla anglesa, és considerat, juntament amb Gottlob Frege, un dels fundadors de la filosofia analítica. També és considerat com un dels dos lògics més importants del segle xx, juntament amb Kurt Gödel.

## Biografia

### Joventut
Va néixer el 1872 a la ciutat de Trellech, població situada a Gal·les, en una família de tradició aristòcrata, i net de John Russell, primer ministre britànic en dues ocasions entre 1840 i 1860, i fillol de John Stuart Mill, tot i que no el va arribar a conèixer mai. L'any 1878, Russell es va quedar orfe, després de la mort de la seva germana i mare a causa de la diftèria, i la del seu pare, Amberley, que no va poder recuperar-se de la pèrdua de la seva esposa i filla. Bertrand Russell i el seu germà Frank van passar a càrrec dels avis i es van mudar a Pembroke Lodge, una residència de la Corona cedida als Russell per favor reial.
La infantesa de Russell va transcórrer a Pembroke Lodge de manera solitària, va passar molt temps a la biblioteca amb el seu avi, i prematurament va demostrar un gran amor per la literatura i la història. Els jardins d'aquesta residència van ser els llocs predilectes del petit Russell, on va passar els moments més feliços de la seva infantesa, meditant en solitud. El germà de Bertrand Russell, Frank, va mostrar sempre una rebel·lia oberta a l'ambient tímid i conservador de Pembroke Lodge, alhora que Russell, encara que mai no es va sentir del tot a gust a casa dels seus avis, es rebel·lava d'una manera més intel·lectual, ocultant els seus pensaments de tots, portant una existència solitària, preguntant-se si algun dia podria expressar-se francament amb un altre ser humà. Als onze anys, va començar l'estudi de la geometria euclidiana, i li semblà tan meravellosa com el primer amor. Poder demostrar una proposició li va produir una immensa satisfacció, que va esdevenir frustració quan el seu germà li va dir que hauria d'acceptar determinats axiomes sense qüestionar-los per poder continuar. En adonar-se de la seva facilitat per a aprendre geometria, Russell va considerar per primer cop que potser tenia alguna intel·ligència. Des d'aquell moment fins a la finalització dels Principia Mathematica, les matemàtiques van ser la seva font principal de felicitat.

### Adolescència
Russell va llegir i meditar molt durant la seva adolescència, en absència d'altres joves amb els quals poder compartir interessos. Durant aquest període, va llegir amb voracitat, en italià Dante Alighieri i Nicolau Maquiavel, així com les obres del seu padrí John Stuart Mill: Economia Política i Lògica, dels quals va fer amplis estudis. També va llegir el famós historiador Edward Gibbon i Els viatges de Gulliver de Jonathan Swift, que deixarien un record inoblidable en la seva ment, perquè des de llavors va contemplar els humans i les seves ximpleries com si fossin Yahooos, aquells animals bestials dels contes de Swift. També va llegir molta poesia, John Milton i William Shakespeare entre d'altres, però sobretot Percy Bysshe Shelley, del qual el poema Alastor, o L'esperit de la soledat l'havia impressionat profundament, i se'l sabia de memòria tot i la seva extensió. En aquesta època, Russell va escriure als seus quaderns, que més tard serien coneguts com a Exercicis de grec, una sèrie d'anotacions, escrites en anglès però fent servir l'alfabet grec, en què Russell debatia diverses problemàtiques filosòfiques que l'havien estat turmentant, especialment el problema del lliure albir en contra del determinisme.
Essent Russell en aquesta època un jove profundament religiós, a més de tenir una preparació excel·lent en matemàtiques i física, era conscient del problema que sorgia quan considerem que tots els cossos físics de l'univers es comporten d'acord amb certes regularitats, cosa que en física permet predir el seu comportament. D'aquest fet, es dedueix que un cop els cossos humans són considerats com a objectes físics comuns, llavors aquests i els seus comportaments també són determinats i podrien ser deduïts per un ésser o màquina amb poders de raonament superior. Però si això és així, llavors l'ésser humà no té la llibertat suficient. Aquestes conclusions li van semblar alarmants, en adonar-se que entraven en contradicció amb alguna de les seves conviccions religioses. Gradualment, Russell va abandonar la creença en Déu, i es va anar tornant més i més racionalista. El fet més sorprenent d'aquests exercicis és la seva sofisticació per haver estat escrits per un adolescent, sense contacte previ amb la filosofia, tret de la de Mill.

### Entrada a la universitat
Va iniciar els seus estudis de matemàtiques el 1890 i es matriculà en el Trinity College de la Universitat de Cambridge, on es va graduar el 1893, sota la supervisió d'Alfred North Whitehead. Aquest va quedar tan impressionat pel jove Russell que el va recomanar a la societat de la discussió intel·lectual de Cambridge, The Apostles (Els apòstols), un grup de joves brillants que es reunien per discutir qualsevol tema sense tabús, en un ambient intel·lectualment estimulant i honest. Altres distingits membres d'aquesta societat van ser, entre d'altres, John Maynard Keynes i John McTaggart Ellis McTaggart. Així va ser com Russell, després de molts anys de solitud, va poder expressar les seves idees a una sèrie de joves intel·ligents, els quals no el veien amb sospita. Russell va finalitzar els estudis de matemàtiques a Cambridge, encara que una mica decebut amb la manera d'ensenyar ciència de l'època, perquè les matemàtiques s'ensenyaven mitjançant la resolució mecànica, sense aprofundir en la part formal de la disciplina.
En aquest sentit, Cambridge es trobava endarrerida respecte a les universitats alemanyes, en què matemàtics com Karl Weierstrass, Richard Dedekind i Georg Cantor abordaven les matemàtiques de manera més rigorosa, provant d'entendre i delimitar determinats conceptes com infinitesimal o l'infinit. El fet d'haver d'aprendre la ciència matemàtica com un conjunt de trucs el va decebre, i va provocar que mirés de trobar l'estimulació intel·lectual en la filosofia, moment que va aprofitar per llegir, entre d'altres, Plató, Baruch Spinoza, David Hume i F. H. Bradley. En els seus últims anys d'estada a Cambridge, es feu amic de George Edward Moore, un jove estudiant de llengües clàssiques que Russell havia persuadit per estudiar filosofia.

### El curs de Russell a Barcelona
A finals de març de 1920, Bertrand Russell desembarcava a l'estació de França de Barcelona, acompanyat de la seva parella Dora Russell. El professor Russell havia estat convidat per Eugeni d'Ors i Joan Crexells a impartir unes lliçons al Seminari de Filosofia que el primer dirigia a l'Institut d'Estudis Catalans. Eren els temps immediatament posteriors a la Primera Guerra Mundial, i la filosofia catalana buscava renovellar-se amb els nous corrents que arribaven d'Europa. Russell gaudia llavors d'un gran renom acadèmic fruit de la publicació dels Principia Mathematica (1910-1913), una obra imponent de tres volums escrita conjuntament amb Alfred North Whitehead, on pretenia assentar els fonaments de la lògica matemàtica. Per altra banda, Russell també començava a tenir una important projecció pública a causa del seu activisme antibel·licista, que l'havia dut sis mesos a la presó i que l'acabava d'apartar de la docència a la Universitat de Cambridge.
Russell va fer un total de cinc lliçons, entre el 29 de març i el 3 d'abril. El curs portava el títol de «Matèria i esperit. El sistema de l'atomisme lògic» i es va impartir en llengua francesa davant d'un reduït auditori de mitja dotzena d'estudiants. Pel que fa al contingut, que es pot refer gràcies a les ressenyes aparegudes diàriament a La Veu de Catalunya, el curs combinava lliçons de física amb lliçons de psicologia i filosofia de la ment. Bàsicament Russell hi exposà les tesis del seu llibre Our Knowledge of the External World (1914) i The Analysis of Mind (1921), que aleshores estava preparant.
Russell també pronuncià una conferència el 4 d'abril a l'Ateneu Barcelonès davant d'un públic nombrós. Aquest cop la dissertació va ser sobre afers polítics, en concret sobre La situació internacional i la qüestió social, tema que va servir a Russell per defensar les seves tesis antibèl·liques i antiimperialistes. Acabada la conferència, i tal com el mateix Russell explica a la seva Autobiography, va fer les maletes i se'n va anar a passar unes agradables vacances a Sóller.

### Mort
Membre de la Royal Society des del 1908, el 1949 fou guardonat amb l'Orde del Mèrit per part del rei Jordi VI del Regne Unit. Morí el 2 de febrer del 1970 a la seva residència de Penrhyndeudraeth, a Gal·les, a causa del virus de la grip.

## Pacifisme
El 1916, va ser multat per negar-se a allistar-se per participar en la Primera Guerra Mundial. Per les seues conviccions pacifistes, va perdre la càtedra al Trinity College (Cambridge) i va ser empresonat durant sis mesos. Fou llavors quan va escriure la seva Introducció a la filosofia matemàtica.
El 1955, juntament amb Albert Einstein, va promoure el Manifest Russell-Einstein que ressalta els perills de les armes nuclears, reclama el desarmament total i fa una crida als líders mundials per buscar solucions pacífiques al conflicte internacional. Aquest manifest va ser signat per onze intel·lectuals i científics de tot el món, essent el primer toc d'alerta a les potències occidentals sobre la guerra nuclear, i que es desenvolupà en la creació de les Conferències Pugwash de Ciència i Afers Mundials. Va passar els últims quinze anys de la seva vida fent campanya en contra de la fabricació d'armes nuclears.
Durant la crisi del canal de Suez, el 1956, es va oposar a la intervenció militar i francesa a l'Orient Mitjà, que qualificar d'expressió anacrònica de l'imperialisme europeu. El posicionament públic de Russell va contribuir a posar l'opinió pública en contra d'aquella aventura bèl·lica, però a la vegada li valgué ser objecte de crítica per haver ignorat la intervenció soviètica a Hongria d'aquell mateix any.
El 1962, va mitjançar en la crisi dels míssils de Cuba per evitar que es desfermés un atac militar, fent de mediador entre el dirigent soviètic Khruixtxov i el secretari d'Estat dels Estats Units Foster Dulles.
Així mateix, la seva veu es va aixecar des del primer moment per denunciar la intervenció nord-americana al Vietnam, i l'any 1966 va crear, juntament amb Jean-Paul Sarte, l'anomenat Tribunal Russell-Sartre per a investigar els crims de guerra comesos durant la Guerra del Vietnam.
Encara l'endemà de la seva mort, es va llegir a la Conferència Internacional de Parlamentaris, celebrada al Caire, la seva última declaració política, que condemnava la política agressiva d'Israel amb els seus veïns àrabs i reclamava la retirada d'Israel a les fronteres anteriors a la guerra dels Sis Dies.

## Obra literària
Seria difícil ponderar la influència de Russell sobre la filosofia moderna, especialment en el món angloparlant. Més que cap altra persona, Russell va fer de l'anàlisi l'aproximació dominant cap a la filosofia. A més, és el fundador, o almenys, el principal promotor de les seves principals branques i temes, incloent-hi diverses versions de la filosofia del llenguatge, l'anàlisi lògica formal i la filosofia de la ciència. Diversos moviments analítics de l'últim segle els devem als primers treballs de Russell.
Russell va influir particularment en Ludwig Wittgenstein, que fou alumne seu entre 1911 i 1914, tot i que aquest titllava de superficial la seva tasca divulgadora. També cal observar que Wittgenstein va exercir considerable influència sobre Russell, especialment en mostrar-li el camí per a arribar a concloure, al seu pesar, que les veritats matemàtiques eren només veritats tautològiques. Russell, però, també va arribar a dissentir amb l'aproximació lingüística i analítica que realitzava Wittgenstein. Alguns veuen la influència de Russell com a negativa, principalment aquells que han estat crítics amb la seva èmfasi per la ciència i la lògica, la consegüent debilitació de la metafísica i la seva insistència que l'ètica està fora de la filosofia. Els admiradors i detractors de Russell, generalment, estan més al corrent dels seus pronunciaments sobre assumptes polítics i socials (anomenats periodisme per alguns, com Ray Monk), que del seu treball tècnic i filosòfic.
Russell va deixar una gran quantitat d'escrits. Des de l'adolescència, va escriure prop de 3.000 paraules per dia, amb poques correccions sobre els esborranys fins i tot en els temes tècnics més complexos. El seu treball previ no publicat és una immensa col·lecció de tresors d'on els especialistes extreuen noves interpretacions del pensament de Russell.
L'any 1950, fou guardonat amb el Premi Nobel de Literatura «en reconeixement d'una obra variada i significativa en la qual ha mostrat el seu ideal i llibertat humanitària de pensament».

### Obra seleccionada
- 1896: German Social Democracy
- 1897: An Essay on the Foundations of Geometry
- 1900: A Critical Exposition of the Philosophy of Leibniz
- 1903: The Principles of Mathematics
- 1905: On Denoting,
- 1910: Philosophical Essays
- 1910-1913: Principia Mathematica, amb Alfred North Whitehead
- 1912: The Problems of Philosophy
- 1914: Our Knowledge of the External World as a Field for Scientific Method in Philosophy
- 1916: Principles of Social Reconstruction
- 1916: Justice in War-time
- 1917: Political Ideals
- 1918: Roads to Freedom: Socialism, Anarchism, and Syndicalism
- 1919: Introduction to Mathematical Philosophy
- 1920: The Practice and Theory of Bolshevism
- 1921: The Analysis of Mind
- 1922: The Problem of China
- 1923: The Prospects of Industrial Civilization
- 1923: The ABC of Atoms
- 1925: The ABC of Relativity
- 1925: What I Believe
- 1926: On Education, Especially in Early Childhood
- 1927: The Analysis of Matter
- 1927: An Outline of Philosophy (Iniciació a la filosofia, traducció catalana a Edicions 62)
- 1927: Why I Am Not a Christian
- 1927: Selected Papers of Bertrand Russell
- 1928: Sceptical Essays
- 1929: Marriage and Morals
- 1930: The Conquest of Happiness
- 1931: The Scientific Outlook
- 1932: Education and the Social Order
- 1934: Freedom and Organization
- 1935: In Praise of Idleness (Elogi de l'oci)
- 1935: Religion and Science
- 1936: Which Way to Peace?
- 1937: The Amberley Papers: The Letters and Diaries of Lord and Lady Amberley
- 1938: Power: A New Social Analysis
- 1940: An Inquiry into Meaning and Truth
- 1946: A History of Western Philosophy and Its Connection with Political and Social Circumstances from the Earliest Times to the Present Day (Història social de la filosofia, traducció catalana en tres volums a Edicions 62)
- 1948: Human Knowledge: Its Scope and Limits (El coneixement humà: el seu abast i els seus límits, traducció catalana a Edicions 62)
- 1949: Authority and the Individual
- 1950: Unpopular Essays (Assaigs impopulars, traducció catalana a Edicions 62)
- 1951: New Hopes for a Changing World (Noves esperances per a un món que canvia, traducció catalana a Edicions 62)
- 1952: The Impact of Science on Society (L'impacte de la ciència a la societat, traducció catalana a Edicions 62)
- 1953: Satan in the Suburbs and Other Stories
- 1954: Human Society in Ethics and Politics
- 1954: Nightmares of Eminent Persons and Other Stories
- 1956: Portraits from Memory and Other Essays
- 1956: Logic and Knowledge: Essays 1901-1950 (Lògica i coneixement, traducció catalana a Edicions 62, col·lecció Textos filosòfics)
- 1957: Why I Am Not A Christian and Other Essays on Religion and Related Subjects
- 1958: Understanding History and Other Essays
- 1959: Common Sense and Nuclear Warfare (El sentit comú i la guerra nuclear, Angle Editorial, 2015)
- 1959: My Philosophical Development
- 1959: Wisdom of the West
- 1960: Bertrand Russell Speaks His Mind (La meva concepció del món, Edicions 62)
- 1961: The Basic Writings of Bertrand Russell
- 1961: Fact and Fiction
- 1961: Has Man a Future?
- 1963: Essays in Skepticism (Assaigs Escèptics, traducció catalana a Edicions 62)
- 1963: Unarmed Victory
- 1965: On the Philosophy of Science
- 1967: Russell's Peace Appeals
- 1967: War Crimes in Vietnam
- 1967-1969: The Autobiography of Bertrand Russell, 3 vols.
- 1969: Dear Bertrand Russell... A Selection of his Correspondence with the General Public 1950–1968